# Enermax
Enermax — тайваньская компания-производитель компьютерных блоков питания, систем воздушного и водяного охлаждения, корпусов, периферийных устройств и прочей продукции. Компания Enermax была основана в 1990 году. По состоянию на 2013 год в компании работало 200 человек. Продукция компании выпускается под одноимённым брендом, а также под брендом Lepa.

## Фотогалерея

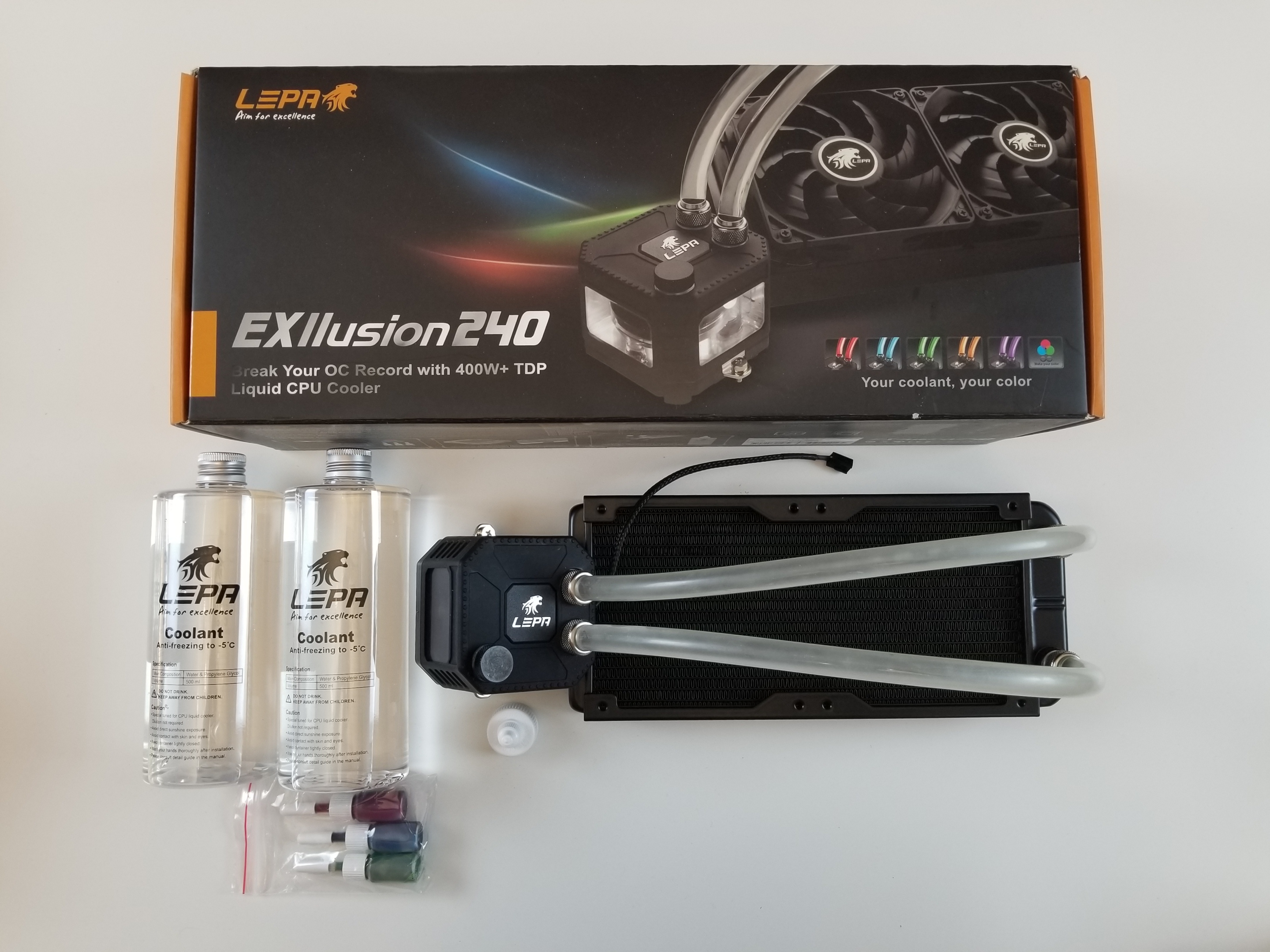
Система жидкостного охлаждения компьютерного процессора Lepa Exllusion 240
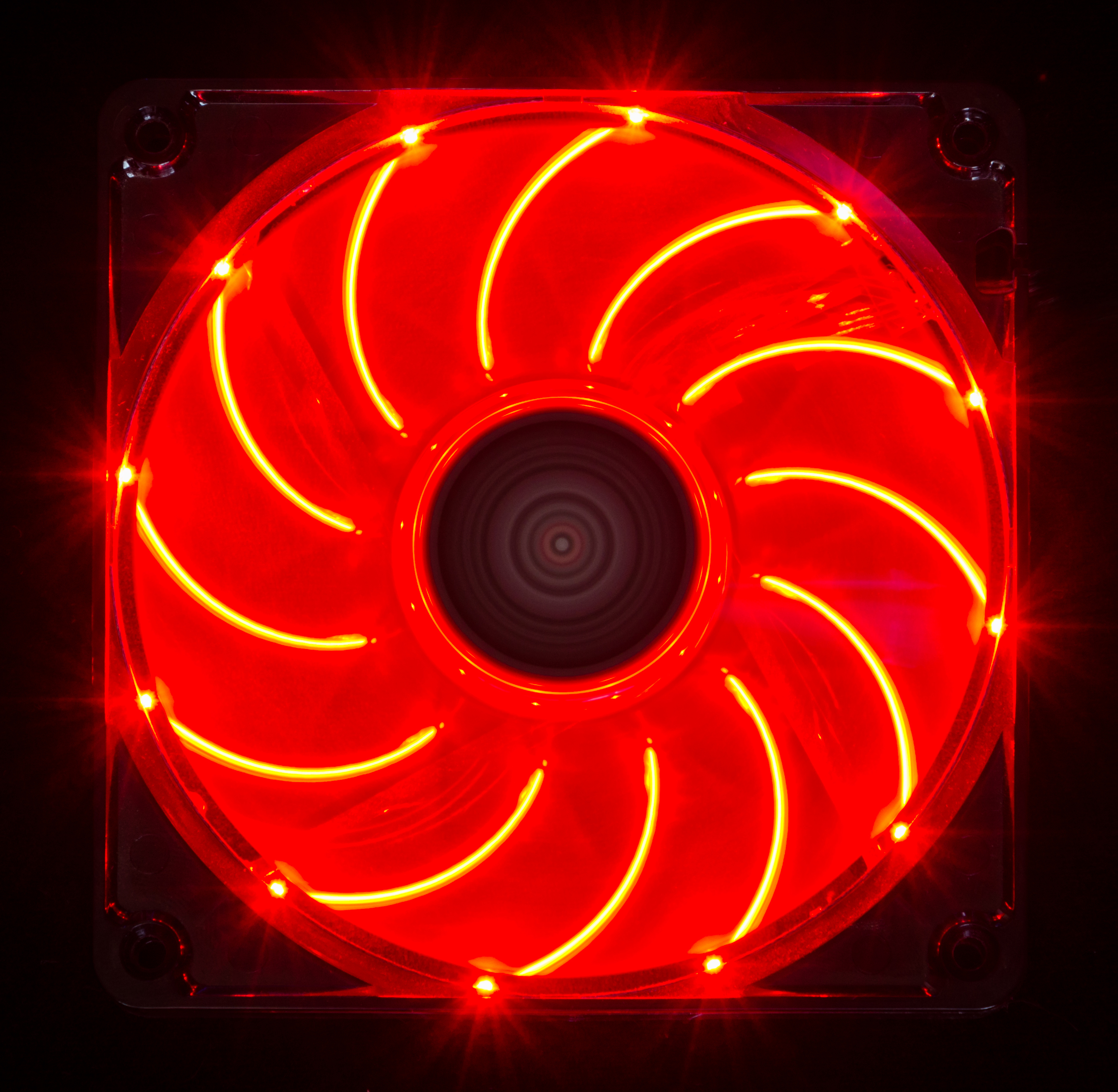
Компьютерный вентилятор[англ.] Enermax T.B. Apollish UCTA12N-R
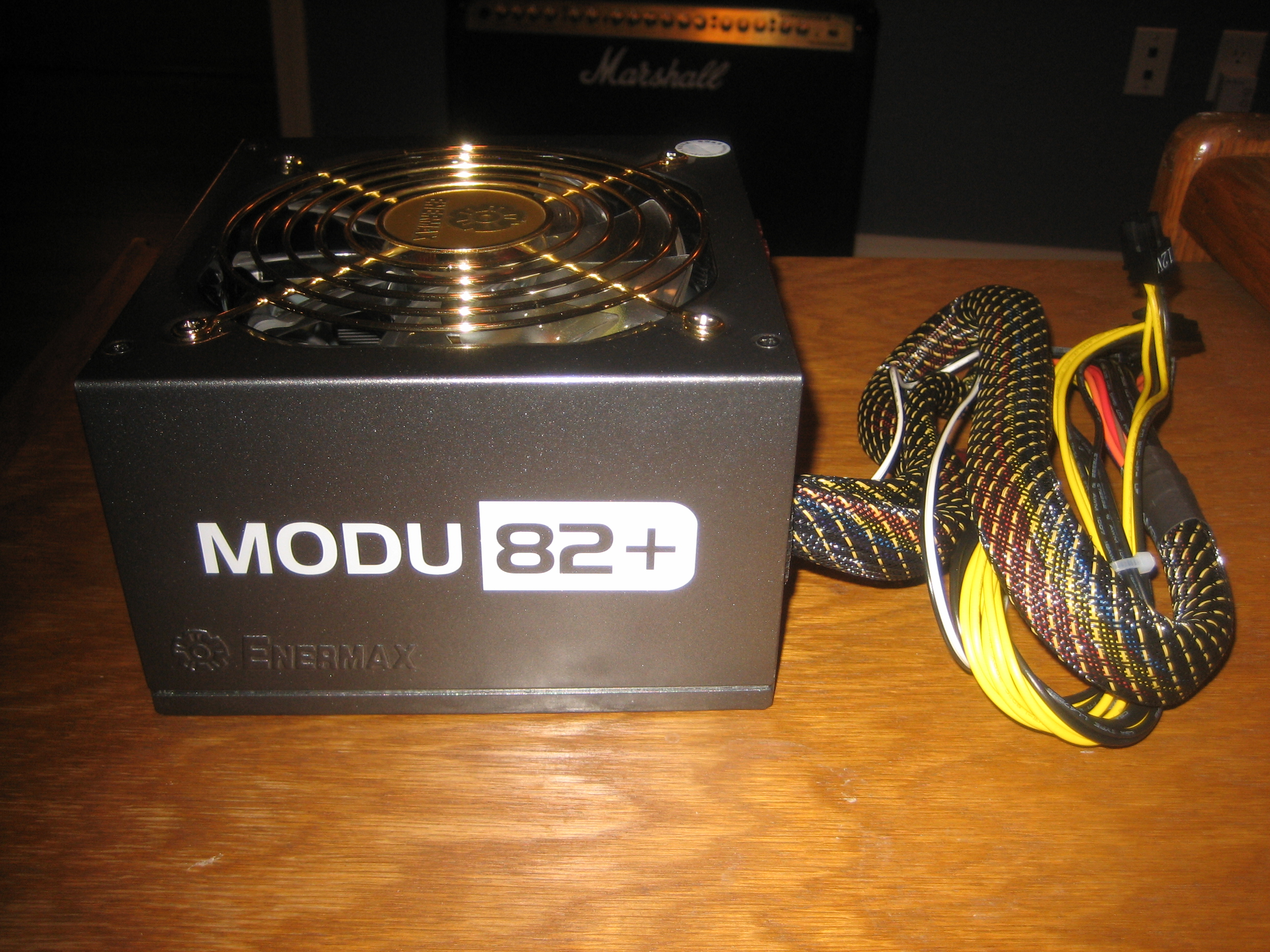
Снятый с производства блок питания Enermax Modu82+
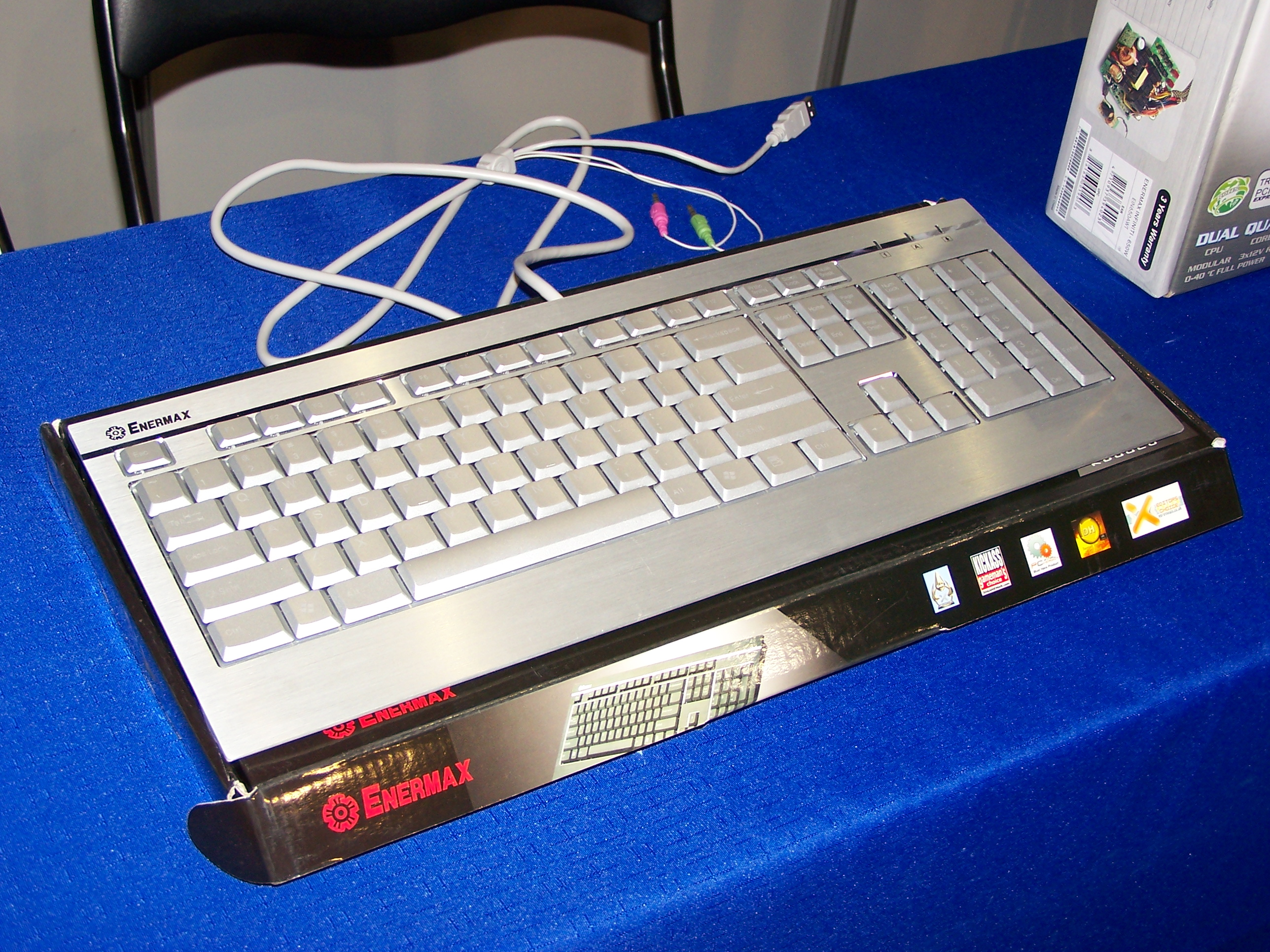
Компьютерная клавиатура Enermax
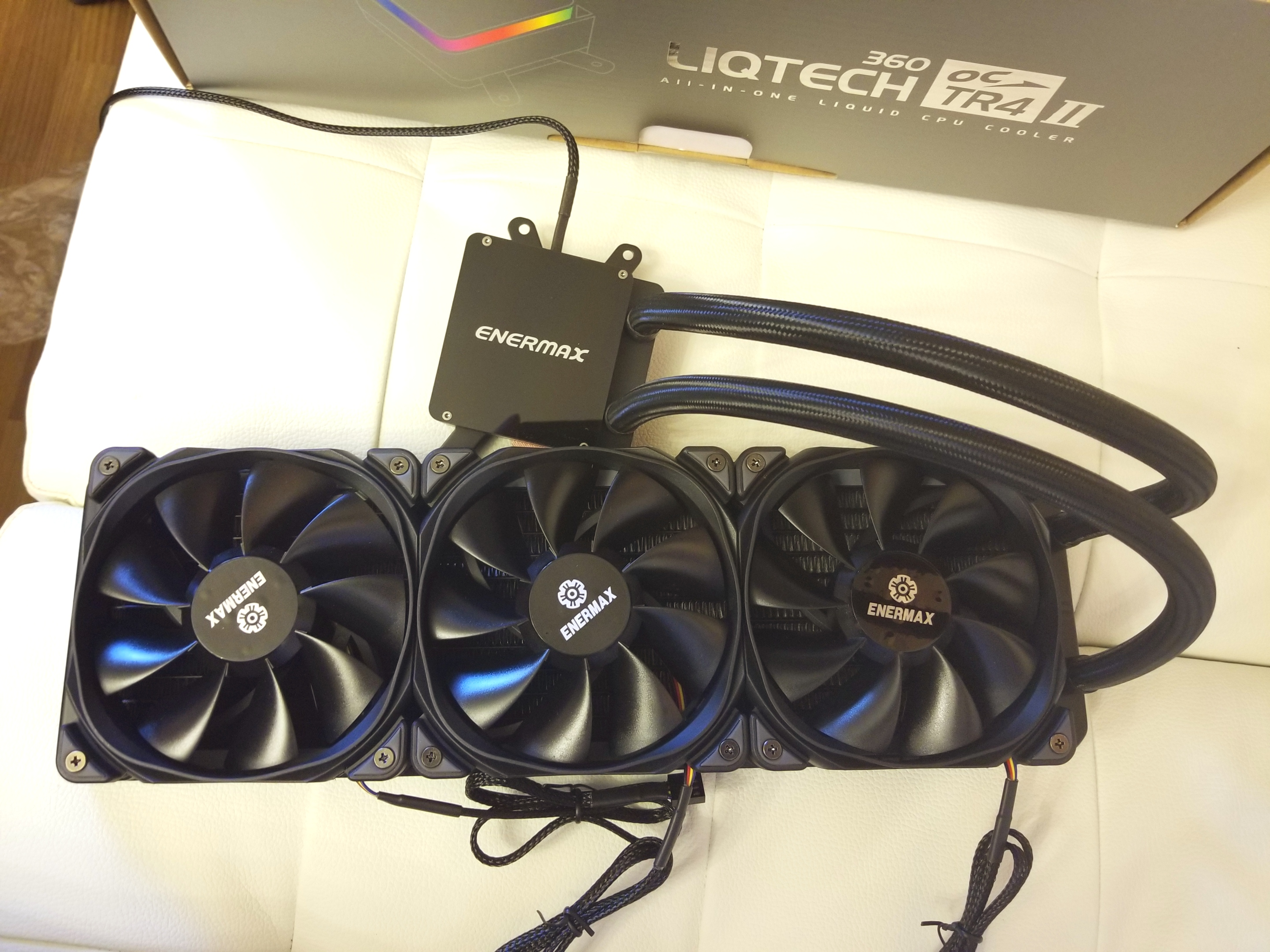
Система жидкостного охлаждения Liqtech II 360 для процессоров с сокетом TR4